# Hutniki
Hutniki – nieoficjalna osada wsi Przeborowo w Polsce, w województwie lubuskim, w powiecie strzelecko-drezdeneckim, w gminie Drezdenko.
Miejscowość wchodzi w skład sołectwa Przeborowo.
W 1871 roku miejscowość była wzmiankowana jako folwark Glashütte, część dóbr Mehrenthin (Mierzęcin) w powiecie Friedeberg in der Neumark (Strzelce Krajeńskie), w rejencji franfurckiej, w prowincji Brandenburgia. Obejmowała wówczas 8 gospodarstw i liczyła 108 mieszkańców. W 1885 roku odnotowano już tylko 2 gospodarstwa. Według danych z 1895 roku w dwóch gospodarstwach zamieszkiwało 11 osób. W 1905 roku istniało już tylko jedno gospodarstwo z 8 mieszkańcami.
W latach 1975–1998 miejscowość administracyjnie należała do województwa gorzowskiego.